# Parchi nazionali della Spagna

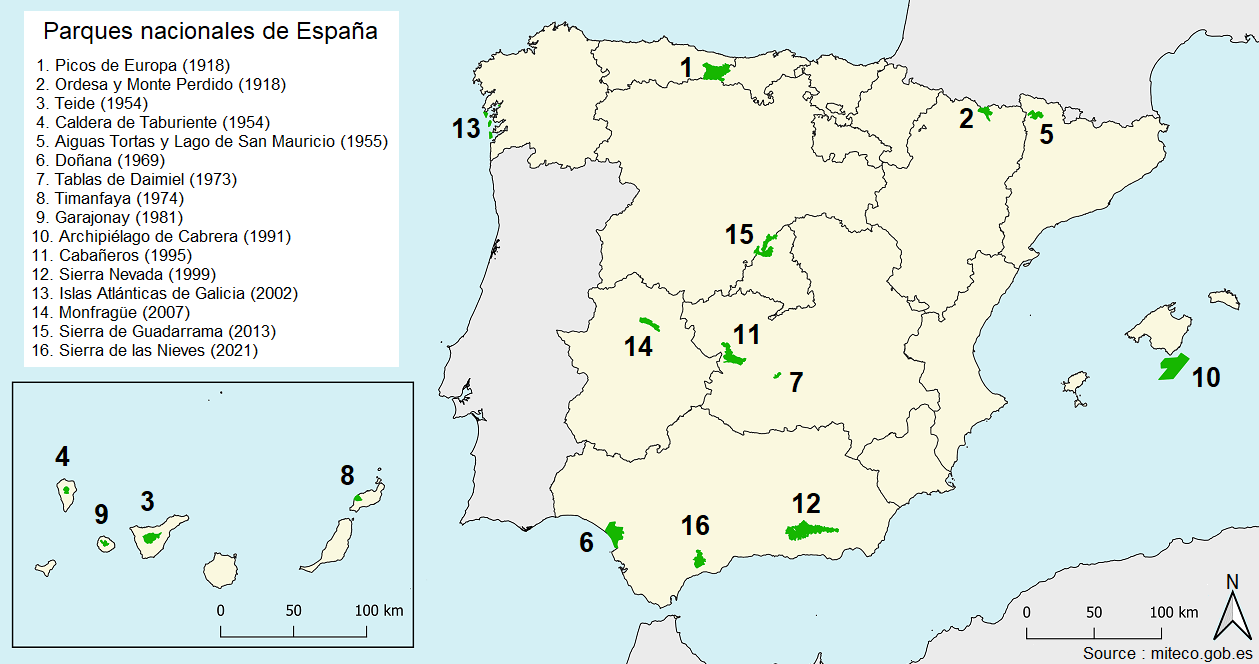
Mappa dei parchi nazionali della Spagna (2021)

I parchi nazionali della Spagna sono 16, di cui dieci nella penisola iberica e cinque nella Spagna insulare (Canarie e Baleari). Dodici delle diciassette comunità autonome della Spagna hanno parchi nazionali: le Isole Canarie hanno il numero più alto (quattro parchi nazionali), seguite da Andalusia (tre parchi nazionali), Castiglia-La Mancha e Castiglia e León (due parchi ognuna); mentre cinque sono le comunità autonome che non hanno parchi nazionali (Paesi Baschi, La Rioja, Murcia, Navarra, e Comunità Valenzana).
Ogni anno, i parchi nazionali spagnoli sono visitati da circa 10 milioni di persone, di cui il 30% nel Parco nazionale del Teide nell'isola di Tenerife, nelle Isole Canarie. Il secondo più visitato è il parco nazionale dei Picos de Europa (18%), seguito dal Parco nazionale Timanfaya (13%). I parchi meno visitati sono il Parco nazionale marittimo-terrestre dell'arcipelago di Cabrera (0,60%) e il Parco nazionale di Cabañeros (0,90%).
Il Teide è anche il parco nazionale più visitato in Europa e il sesto nel mondo.

## Lista dei parchi nazionali
| Nome                                  | Foto | Provincia                                   | Comunità autonoma                     | Anno di istituzione | Superficie | Descrizione | Ref    |
| ------------------------------------- | ---- | ------------------------------------------- | ------------------------------------- | ------------------- | ---------- | --- | ------ |
| Aigüestortes i Estany de Sant Maurici |      | Lleida                                      | Catalogna                             | 1955                | 14.119 ha  | | [ 3 ]  |
| Cabañeros                             |      | Ciudad Real e Toledo                        | Castiglia-La Mancia                   | 1995                | 40.856 ha  | Parte della catena dei Montes de Toledo. Rocigalgo è la montagna più alta del parco (1.500 m) | [ 5 ]  |
| Arcipelago di Cabrera                 |      | Isole Baleari                               | Isole Baleari                         | 1991                | 10.021 ha  | isola di Cabrera | [ 7 ]  |
| Caldera de Taburiente                 |      | Santa Cruz de Tenerife (isola di La Palma)  | Isole Canarie                         | 1954                | 4.690 ha   | | [ 8 ]  |
| Doñana                                |      | Huelva e Seviglia                           | Andalusia                             | 1969                | 54.252 ha  | | [ 9 ]  |
| Garajonay                             |      | Santa Cruz de Tenerife (isola di La Gomera) | Isole Canarie                         | 1981                | 3.984 ha   | | [ 10 ] |
| Guadarrama                            |      | Madrid, Segovia and Ávila                   | Comunità di Madrid e Castiglia e León | 2013                | 33.960 ha  | | [ 11 ] |
| Isole Atlantiche della Galizia        |      | A Coruña e Pontevedra                       | Galizia                               | 2002                | 8.480 ha   | | [ 12 ] |
| Monfragüe                             |      | Cáceres                                     | Estremadura                           | 2007                | 18.396 ha  | | [ 13 ] |
| Ordesa e Monte Perdido                |      | Huesca                                      | Aragona                               | 1918                | 15.608 ha  | | [ 14 ] |
| Picos de Europa                       |      | Asturie, León e Cantabria                   | Asturie, Castiglia-Leon e Cantabria   | 1918                | 67.127 ha  | Copre la catena montuosa dei Picos de Europa (parte della Cordigliera Cantabrica) e si compone di tre massicci: centrale, occidentale ed orientale. Torre de Cerredo (2.646 metri) è la montagna più alta | [ 16 ] |
| Sierra Nevada                         |      | Granada e Almería                           | Andalusia                             | 1999                | 85.883 ha  | Il parco ha quindici cime oltre i 3.000 metri: Mulhacén (3.482 mertri) è la montagna più alta della penisola iberica.                                                                                     | [ 18 ] |
| Sierra de las Nieves                  |      | Málaga                                      | Andalusia                             | 2021                | 22.979 ha  | |        |
| Tablas de Daimiel                     |      | Ciudad Real                                 | Castiglia-La Mancha                   | 1973                | 3.030 ha   | | [ 19 ] |
| Teide                                 |      | Santa Cruz de Tenerife (isola di Tenerife)  | Isole Canarie                         | 1954                | 18.990 ha  | | [ 20 ] |
| Timanfaya                             |      | Las Palmas (isola di Lanzarote)             | Isole Canarie                         | 1974                | 5.107 ha   | | [ 21 ] |